# 香蕉啶

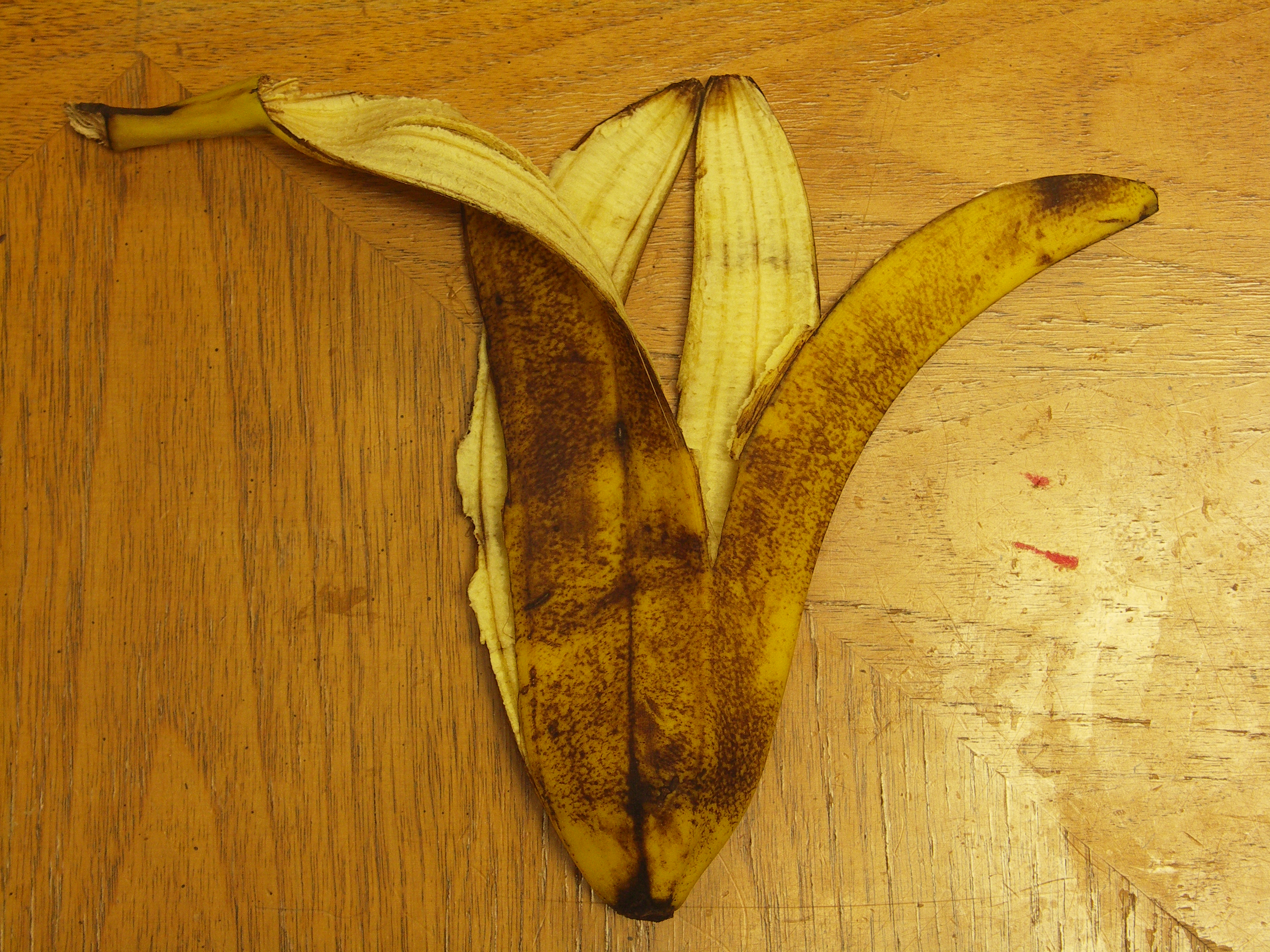
香蕉皮，傳聞中香蕉啶的出處

香蕉啶（英語：Bananadine）是一種宣稱萃取自香蕉皮的虛構精神性物質。它的偽「萃取術」最早出現在1967年3月的《柏克萊芒刺報》，後來因為激進主義者威廉·鮑威爾信以為真，將步驟轉載、以「Musa sapientum Bananadine」（語採香蕉的舊二名法命名，即大蕉）為名寫入他的1970年著作《無政府食譜》，而聞名於世。偽香蕉啶萃取術的設計本意為探討製造非法精神性藥物的倫理問題、揪出吸食者，並質問：「如果普通香蕉含有精神性物質成分，政府會怎麼做？」然而，紐約大學學者的研究指出，香蕉皮中並沒有任何迷醉性的化學物質，吸食者只會感受到偽藥效應。儘管如此，數十年來，學界、社會仍不斷出現大量有關香蕉皮中迷幻物質的推測與學說。
一則1971年出版的單句笑話漫畫曾以此為題，圖中描繪一名青少年偷偷地在夜裡把一大串香蕉交給動物園裡的大猩猩，悄聲說道：「老兄，丟回果皮就好！」諷刺偽香蕉啶的毒品次文化。
愛爾蘭歌手唐納文的著名歌曲〈Mellow Yellow〉雖然比《柏克萊芒刺報》的文章早了數個月問世，但也被流行文化愛好者臆測其歌詞內容與吸食香蕉皮有關。香蕉啶亦曾登上《紐約時報》。